# Joe Egan

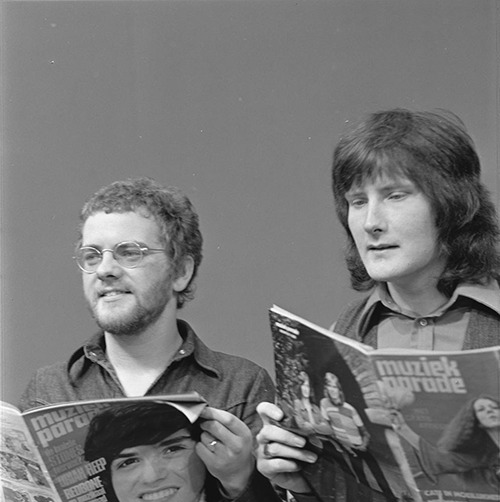
Joe Egan (links) en Gerry Rafferty in 1973

Joseph 'Joe' Egan (Paisley, 18 oktober 1946 – 6 juli 2024) was een Schots zanger en componist.

## Biografie
In de jaren '60 van de twintigste eeuw speelt Egan samen met zijn voormalige schoolgenoot Gerry Rafferty van de St Mirin's Academy, in verschillende lokale bandjes zoals The Sensors en The Mavericks. Hij werkt daarnaast ook als sessiemuzikant.
In 1972 richten hij en Rafferty de band Stealers Wheel op. Na twee flops hebben ze meer succes met de single Stuck in the Middle With You, dat hij samen met Rafferty heeft geschreven. Het wordt in 1973 een internationale hit en bereikt de Engelse en Amerikaanse top 10.
Het succes blijft beperkt tot 1973. Er volgen nog een paar minder succesvolle singles. Daarna valt, vanwege afnemende verkopen en artistieke meningsverschillen, in 1975 het doek.
Pas in 1979 brengt Egan zijn eerste album, Out of Nowhere, uit, omdat contractuele verplichtingen dit eerder niet toestaan. De titeltrack van het album komt uit als single en krijgt in de zomer van 1979 airplay op Nederlandse radiozenders. De single blijft steken in de Tipparade. In het Verenigd Koninkrijk doet de single niets, dit in tegenstelling tot het succes van Rafferty, die in 1978 een solohit scoort met de single Baker Street.
Nadat Egans tweede single Out Of Nowhere en ook zijn tweede album Map (in 1981) floppen, verdwijnt hij uit de schijnwerpers. Nog eenmaal werkt hij samen met Rafferty voor diens album On a Wing and a Prayer, dat in 1992 uitkomt.
Sinds 2005 woonde hij in Renfrewshire, waar hij vanuit zijn huis een uitgeverij runde.
Egan overleed op 6 juli 2024 op 77-jarige leeftijd.

## Discografie
- 1979 - Out of Nowhere
  1. "Back On The Road"
  2. "Ask For No Favour"
  3. "Natural High"
  4. "Why Let It Bother You"
  5. "The Last Farewell"
  6. "Freeze"
  7. "Pride"
  8. "No Time For Sorrow"
  9. "Leavin It All Behind"
  10. "Out Of Nowhere"

- 1981 Map
  1. "Tell Me All About It"
  2. "Survivor"
  3. "Stay As You Are"
  4. "Diamonds"
  5. "Maker On The Make"
  6. "Miss Match"
  7. "Heat Of The Moment"
  8. "Price Of Love"
  9. "A Little Bit Of Magic"
  10. "Front Line"

- Gemeinsame Normdatei: 1276194323
- International Standard Name Identifier: 0000 0000 5413 7724
- Library of Congress Control Number: no2005071529
- MusicBrainz: 3e1ccd6e-86f4-4489-b426-473c03c58946
- Virtual International Authority File: 7126265
- WorldCat: E39PBJmdpcF6WK4mRBx34HgHYP